# Blå glansguldstekel
Blå glansguldstekel (Philoctetes truncatus) är en stekelart som först beskrevs av Anders Gustav Dahlbom 1831.  Blå glansguldstekel ingår i släktet bågguldsteklar (Philoctetes), och familjen guldsteklar. Enligt den svenska rödlistan är arten otillräckligt studerad i Sverige. Arten förekommer i Götaland. Artens livsmiljö är jordbrukslandskap, våtmarker.